# خوآن پیون
خوآن پیون (اسپانیایی: Juan Pellón‎؛ زادهٔ ۲۱ ژانویهٔ ۱۹۵۵) بازیکن هاکی روی چمن اهل اسپانیا بود. از افتخارات وی می‌توان به کسب مدال نقره در بازی‌های المپیک تابستانی ۱۹۸۰ اشاره کرد.

## زندگی‌نامه
در سال ۱۹۷۴ برای اولین بار با تیم ملی جوانان بازی کرد. او مدال برنز بازی‌های دانشگاهی را با دانشکده بازرگانی کسب کرد. او دو قهرمانی اروپا با تیم زیر ۲۱ سال و دو قهرمانی اروپایی دیگر با تیم بزرگسالان، دو قهرمانی جهان و دو بازی المپیک انجام داد. او همچنین در جام قهرمانان ۱۹۸۱ در پاکستان بازی کرد.

## شرکت در بازی‌های المپیک
- مونترال ۱۹۷۶، مقام ششم.
- مسکو ۱۹۸۰، مدال نقره